# 용융염 원자로

용융염 원자로의 도해

용융염 원자로(Molten Salt Reactor, MSR)는 1차 냉각 계통으로 용융염을 사용하는 원자로 유형으로, 용융염의 낮은 증기압과 안정성, 그리고 액체 나트륨보다 반응성이 낮으며, 또한 고열을 뽑아낼 수 있어 높은 열효율을 보여준다. 이 원자로에서 사용되는 핵연료는 고체 연료봉을 쓰거나 아님 연료를 녹여 냉각제에다가 집어넣는데, 이렇게 함으로써 연료 집합체가 없어져 원자로 구조의 간소화, 연소도의 균일화, 그리고 원자로 작동중에도 재처리를 할 수 있게 되었다.
많은 디자인에서는, 연료를 UF4형태로 녹인후 용융된 불소염 화합물에 집어넣는 걸로 되어있다. 이 화합물은 감속재 역할을 하는 흑연 노심에서 임계가 된다. 용융염로는 잠재적인 원자로 사고는 줄어들지만, 잠재적 재처리중 사고는 증가하게 된다. 최근의 많은 실험들은 고압에 저압을 가진 1차 계통에 초점을 두고 있는데, 많은 현대적 디자인들은 흑연구조에 세라믹 연료를 집어넣는 걸 신뢰하고 있다. 용융염은 노심에서 열을 빼내는 데 효과적일 뿐 아니라, 펌프와 파이프, 그리고 노심의 크기를 줄여 크기를 대폭 줄일 수 있다.
1954년 실행된 항공기 원자로 실험에서 영감을 얻은 작은 크기의 디자인을 발전시켜, 1965년에서 69년 용융염로 실험에서는 토륨 연료주기를 가진 증식로를 가진 원자력 발전소의 원형이 되었다. 4세대 원자로디자인 중 하나로 용융염과 고체 연료봉을 이용하는 원자로는 2025년까지 1000MWe의 원자로를 개발하기로 되어 있다.
용융염 원자로의 다른 장점은 작은 노심으로, 이점은 좀 더 많은 핵연료가 중성자를 흡수할 수 있도록 도와준다. 이점은 토륨 232가 우라늄 233으로 증식할 수 있는 요건이 된다. 그래서 작은 노심을 가진 용융염 원자로는 특히 토륨 연료주기에 적당한 원자로로 여겨지고 있다. 최근에는 용융염 원자로에 토륨 연료주기를 가동시키기 위해서 우라늄과 플루토늄을 집어넣지 않고 연료에 양성자 빔을 조사하여 생긴 중성자로 원자로를 가동시키는 구상도 진행되고 있다.

## 역사

### 항공기 원자로 실험

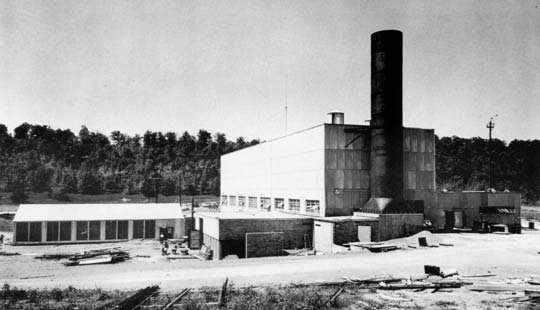
오크리지 국립 연구소의 항공기 원자로 실험 건물, 여기서 나중에 용융염로 실험이 개장되었다.

포괄적인 용융염로 실험은 미국의 항공기 원자로 실험에서 시작되었다. 이 실험에선 높은 출력밀도를 가진 2.5MWth의 원자로를 디자인하여 원자력 비행기의 연료로 사용하려고 하였다. 이 계획에선 여러 실험들을 내놓았는데, 그중 열 운반 원자로 실험들로, 엔진 실험용 원자로로 열운반용 원자로 실험 혹은 Heat Transfer Reactor Experiments로 불렸으며 HTRE-1, HTRE-2, HTRE-3 이 세개가 있다. 그중 하나가 녹은 불소염(NaF-ZrF4-UF4, 53-41-6 mol)을 연료로 쓴것이 있었는데, 이것은 베릴륨 산화물(BeO)를 감속재로 썼으며, 2차 냉각계통으로 액체 나트륨을 사용했다. 이 원자로의 최대 온도는 860도까지 올라갔으며, 1954년에 1000시간을 가동했다. 이 실험에선 인코넬 600 합금을 가지고 금속 구조물과 파이프를 만들었다.

### 용융염로 실험

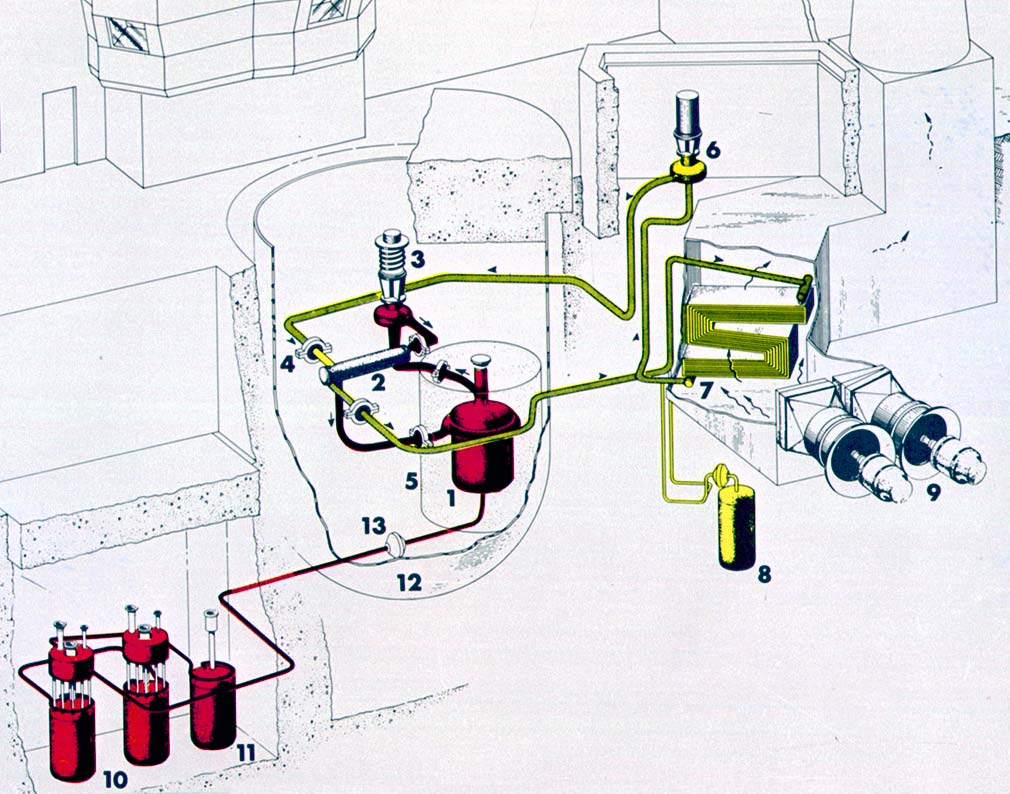
MSRE 플랜트 도해

오크리지 국립 연구소에선 1960년대에 용융염로 실험을 하였으며, 그들의 용융염로 실험이 정점에 오른 때이기도 하다. 이 실험에선 7.4MWth출력의 원자로를 가지고 토륨증식로에 대한 기술적인 점들을 실험했다.여기에선 우라늄과 플루토늄이 용융된 연료를 사용하였다. 이 실험에서 233UF4을 이용한 토륨 연료주기의 경우 방사성 폐기물도 적고, 반감기도 50년 이내인점을 밝혀내었다. 최고 온도가 650도인 이 원자로는 가스터빈과 같은 높은 열효율을 보였다. 이 실험에서는 하스텔로이-N을 사용하여 파이프, 노심통 그리고 금속 구조물을 만들었으며, 파이로리틱 흑연을 감속재로 사용하였다. 이 원자로는 1965년 임계에 들어가 4년동안 가동하였다. 이 원자로의 연료는 Lif-BeF2-ZrF4-UF4 (65-30-5-0.1)을 사용하였으며, 2차 냉각계통으로 FLiBe(2Lif-BeF2)을 사용하였다. 이 원자로의 최고 온도는 650도였으며, 최대 출력으로 1.5년에 상당하는 가동을 할 수 있었다.

### 오크리지 국립 실험실 원자로
1970~76년에 LiF-BeF2-ThF4-UF4을 연료로 하며, 흑연을 감속재로 사용하며 작동년도 4년에 2차 냉각계통으로 NaF-NaBF4를 사용하는 용융염로의 디자인에 대한 오크리지 국립 실험실의 실험은 정점을 찍었다. 이 원자로의 최대 온도는 705도를 기록하였다.

### 후지 MSR
후지 MSR(Fuji MSR)은 100 MWe의 출력을 지닌 토륨 연료주기를 이용한 증식 용융염로 디자인으로, 오크리지 국립 실험실의 원자로와 기술적으로 유사하다. 이 원자로는 일본, 미국, 러시아 이 세 국가의 컨소시엄에서 개발하였다. 증식로로 이 원자로는 토륨을 핵연료로 전환시켰다. 또한 원자로로서 중성자 조절에 의한 고유의 안정성도 있었다. 대부분의 용융염로가 그렇듯, 화학적으로 안정되어 있으며 저압에 핵폭발과 독소에 내성을 가지고 있었다. 이 원자로는 원래 계획된 크기로 만들기 위해 20년을 개발하기로 되어 있는데 재정에 문제를 겪고 있다

## 기술적 논쟁

### 용융된 연료
용융된 연료를 사용하는 원자로는 많은 핵 기술자들을 흥분시켰는데, 그중 제일 저명한 사람은 경수로 특허를 가지고 있을 뿐 아니라, 오크리지 국립 연구소의 중역인 앨빈 웨인버그(Alvin Weinberg)이었다. 두 개의 개념이 연구되었는데, 첫째로는 토륨이 중성자를 흡수해 변환된 우라늄 233을 태우는 토륨 연료주기를 사용하는 높은 중성자 밀도를 가진 2개의 흐름을 가진 원자로였다. 이 원자로를 개발하면서 배관을 어떻게 짜야 되는지, 그리고 그리고 이 파이프를 만들기에 적당한 금속을 찾는 문제가 생겼다. 강철과 니켈 합금은 많은 중성자를 흡수하거나 혹은 금방 부식되었으며, 흑연의 경우 너무 물렀으며, 중성자 노출을 받아 격렬히 부풀러 올랐다. 지르코늄의 경우 중성자에 강했지만, 뜨거운 불화물로 인해서 금방 부식되어 버렸다. 2가지 문제는 그 후 오크리지 국립 실험실의 연구자들이 풀어냈는데, 파이프의 부식을 막기 위해서 티타늄과 하스톨로이-N 합금을 사용하였다.
또한 기술자들은 노심과 블랭킷간의 중성자 농도를 유지시키기 위한 감속재 봉을 조심히 조각해야 된다는 것을 발견하였으며, 간단하지만, 한 흐름을 쓰는 원자로에 비해 값도 싸지만, 토륨과 우라늄염이 공존할 수 있게 재처리를 조절해야 했다.

### 기술적 장점
이 장점들은 웨인버그와 오크리지 국립 연구소의 연구에서 인용하였다.
- 가동과 유지에 안전하다 : 녹은 불소염은 1기압 상태에서 방사능과 높은 열에도 불구하고 기계적으로나 화학적으로나 안정상태에 머물러 있다. 용융염은 핵분열 잔재물로 생긴 이온이 포함되어 있는데, 이것들은 순환중에 제거할 수 있다. 심지어 펌프실의 연료가 냉각되거나 분산될 때 발생되는 Xe-135같은 방사성 불활성기체 같은 경우도 예측되어 있으며, 격리시킬 수 있다. 심지어 사고 시에도, 용융염은 물이나 공기 중에서 타지 않으며, 용융염에 포함된 악티늄족과 방사성을 지닌 핵분열성물질도 물에 녹지 않는다.
- 노심에 고압증기가 있을 필요가 없다. 이 뜻은 용융염 원자로의 경우 증기폭발이 일어나지 않으며, 경수로처럼 고압증기로 인한 비용이 들어가지 않는다. 게다가 용융염로는 노심과 파이프를 만들 때 두꺼운 판으로 만든다. 여기에 쓰이는 금속은 열과 부식에 견디는 하스톨로이-N과 같은 신형 니켈합금으로, 너무 두텁게 만들지 않아도 상관없으며, 얇은 금속은 모양을 만들 때나 용접할 때 그리 비용이 들지 않는다.
- 토륨 증식로의 경우, 경수로와 비슷하게 에너지가 적은 열 중성자를 사용한다. 이점은 우라늄과 플루토늄을 연료로 사용하는 고속 증식로보다 더 안전하다는 점이다. 토륨 연료주기는 안전한 원자로와, 풍부한 연료, 그리고 비싼 연료 농축 설비가 필요없다는 장점이 있다.
- 용융염로는 일반 경수로보다 더 높은 온도로 동작한다. 용융염 실험로와 관련된 실험에서는 650도를 기록하였으며, 실험하지 않은 디자인에서는 950도도 가능하였다. 고로 높은 열효율을 가진 가스 터빈 발전기가 가능하게 된다. 용융염 원자로를 4세대 원자로에 넣기도 하는데, 그 이유는 연료에서 높은 열효율을 얻어낼 수 있다는 점, 폐기물의 방출, 보조장치에 들어가는 비용의 50%가 줄어든다는 점 등이 있다.
- 용융염로는 작은 크기뿐만 아니라, 큰 크기로도 만들 수 있다. 이런 점을 가지고 유용하게 몇몇 개의 조그만 원자로(100 MWe정도의 출력)를 가진 발전소를 만들어, 예산의 지출과 사업적 위험도를 줄일 수 있다.
- 용융염 원자로는 실험로를 더 만들 필요가 없으며, 새로운 과학기술, 공학적 문제, 모듈 문제 같은 문제가 예전에 해결되었기 때문에 필요가 없다.
- 새로운 원자로 디자인에서 연료의 공학적 안정성 확보에는 시간이 많이 걸린다. 새로운 원자로 디자인에서 일반적으로 약 10년 이상을 소비해야 하는 데 비해, 용융염 원자로의 경우 예전에 확인을 하였으며, 개발속도도 빠르게 진행할 수 있다.

### 기술적 단점
- 토륨 증식로에서는 233Pa을 블랭킷에서 제거해야 되는데, 233Pa은 베타붕괴를 일으켜 233U이 되는데, 233U에서 중성자를 흡수하게 되면 234U로 변하게 된다. 234U는 무기로 사용할 수 있다는 문제가 있다.
- 233U은 232U가 약간 포함되어 있는데, 이 232U는 강력한 감마선을 방사하며 208Tl로 붕괴한다. 이때 감마선은 전자에 간섭하여, 핵무기를 만드는데 어렵게 만들어버린다. U-232를 제거하기 위해 동위원소 분리를 하면 매우 어렵다. 만약 우라늄이 토륨과 다른 물질과 같이 있다면, 방사능으로 인해 초기보다 더 줄어들며, 반감기 2년짜리 228Th과 짧은 반감기를 가진 토륨 계열로 변화된다. 그러나 천연 우라늄을 농축하는 농축기술로 인해서 핵무기를 만드는 쉬운 길이 될 것이다.

## 일반 경수로와의 비교
용융염로는 용융염이 화학적으로 잡아놓아 분열 생성물을 느리게 반응하거나 혹은 공기중으로 내놓지 않는다. 또한 용융염은 물이나 공기중에서 타지 않는다. 노심과 1차 냉각계통은 대기압과 비슷한 압력으로 순환되며, 또한 증기도 없어서 증기폭발 우려도 없으며 또한 사고가 생겨도 방사능을 지닌 분열 생성물들이 공기중으로 분산되지 못하게 잡아둔다. 또한 용융염로의 노심은 노심 용융에서 보호받는다. 그래서 제일 최악의 사고는 용융염의 누출사고이다. 이 경우, 용융염은 수동적인 냉각 공간으로 빠지게 되며, 이 경우 사고를 조종할 수 있게 된다. 또한 최근에는 우라늄이나 플루토늄이 필요 없이 양성자 가속기를 사용하여 중성자 빔을 만드는 더 안전화된 원자로 실험이 진행되고 있다.
몇몇 종류의 용융염로는 매우 효율적이다. 노심과 1차 계통은 압력이 낮으며, 얇은 재질로 건설가능해 가격도 싸고 비싼 용접을 하지 않아도 된다. 그래서 두꺼운 압력용기를 쓰는 일반 경수로보다 더 가격이 싸다는 장점이 있다. 또한 몇몇종류의 용융염을 연료로 사용하는 토륨 증식로는 메가와트대비 핵분열성 물질이 다른 원자로에 비해 매우 적으며, 농축공정이나 연료집합체를 사용할 필요가 없어서 가격적으로도 경쟁력이 있다. 또한 높은온도로 가동할 수 있기 때문에, 높은 경제성과 수소를 생산하거나 다른 화학적 반응에도 사용할 수 있다. 이런 점 때문에 용융염로는 4세대 원자로중에 포함되었다.

## 더 읽어보기
- Energy from Thorium's Document Repository Contains scanned versions of many of the U.S. government engineering reports, over ten thousand pages of construction and operation experience. This repository is the main reference for the aircraft reactor experiment and molten-salt fueled reactor's technical discussion.
- J.H. Devan et al. Material Considerations for Molten Salt Accelerator-based Plutonium Conversion Systems, pg. 475-486
- Bruce Hoglund's Eclectic Interests Home Page Nuclear Power, Thorium, Molten Salt reactors, etc.
- "The First Nuclear Era : The Life and Times of a Technological Fixer", by Alvin Martin Weinberg (1994). Book by a former director of the Oak Ridge National Laboratory, and a promoter of nuclear power and molten salt reactors.
- Generation IV International Forum MSR website
- INL MSR workshop summary
- Molten Salt Chemistry Plays a Prominant (sic) Role in Accelerator-Driven Transmutation Systems 보관됨 2013-02-21 - 웨이백 머신